# Video gra
Video gra – pierwszy, debiutancki album zespołu Video wydany w 2008 roku. Płyta dotarła do 38. miejsca listy OLiS.

## Lista utworów
1. Bella
2. Papierowy księżyc
3. Soft (feat. Ania Wyszkoni)
4. Co za dzień
5. Weź nie pi*rdol!
6. Między nami
7. Zapomniałem o tobie
8. King Bee
9. Oglądaj TV
10. Video Killed The Radio Star
11. Idę na plażę
12. Rollercoaster
13. Po co nam sen
14. Bella (english version)